# Museet för de polska judarnas historia Polin

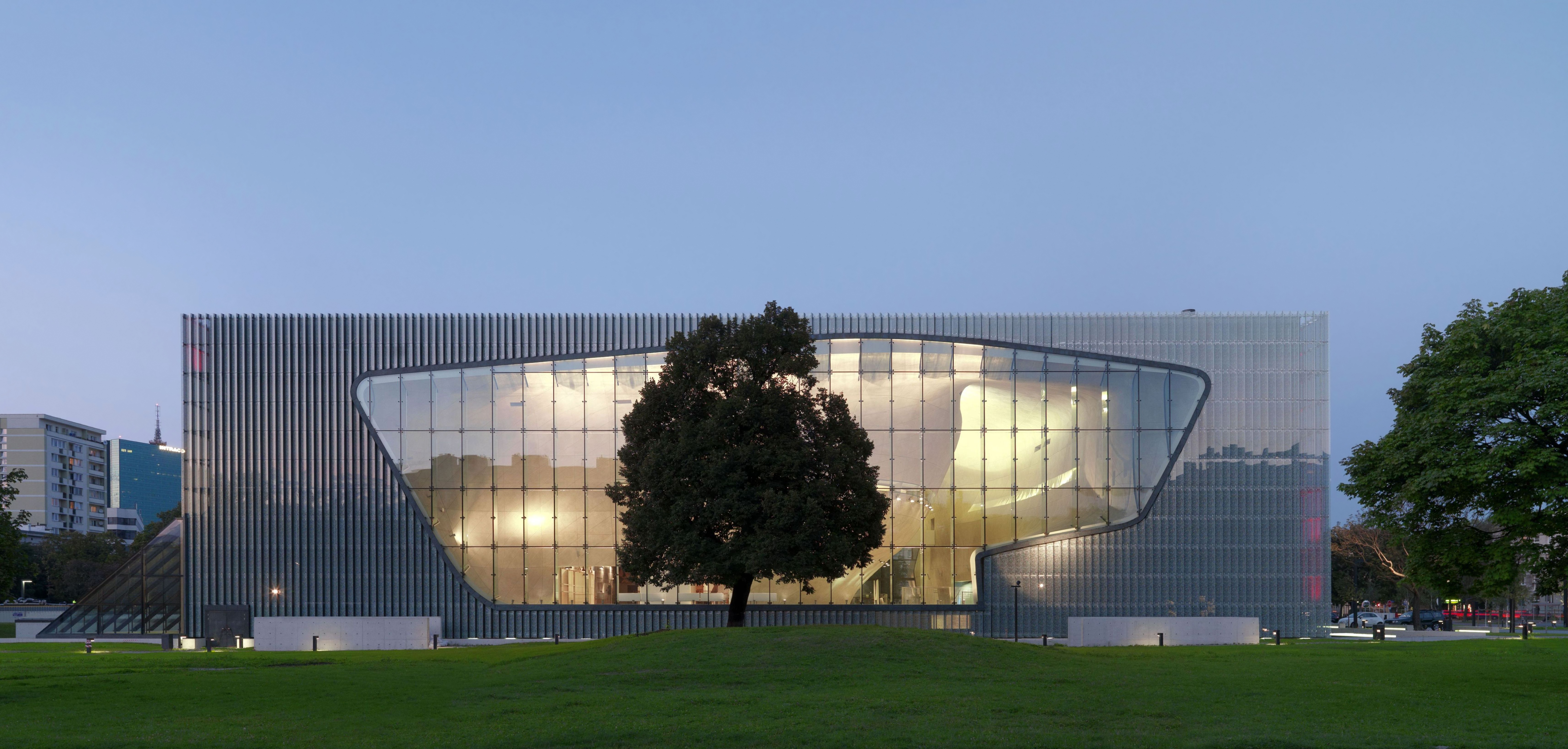
Polin, västra fasaden

Museet för de polska judarnas historia Polin (polska: Muzeum Historii Zydów Polskich POLIN) är ett polskt historiskt museum i Warszawa.
Museet är uppfört i stadsdelen Muranów, vilken före andra världskriget hade en dominerande judisk befolkning och som 1942–1944 låg i det av den tyska ockupationsmakten inrättade Warszawas getto. Polin beskriver de polska judarnas historia fram till nutid.
Museet ritades an den finländska arkitekten Rainer Mahlamäki. Det öppnade i oktober 2014.
Polin utsågs 2016 till vinnare av priset European Museum of the Year Award.

## Namnet
Polin (hebreiska: פולין) är namnet på Polen på Jiddisch och kan på hebreiska läsas som "här vila".

## Bildgalleri

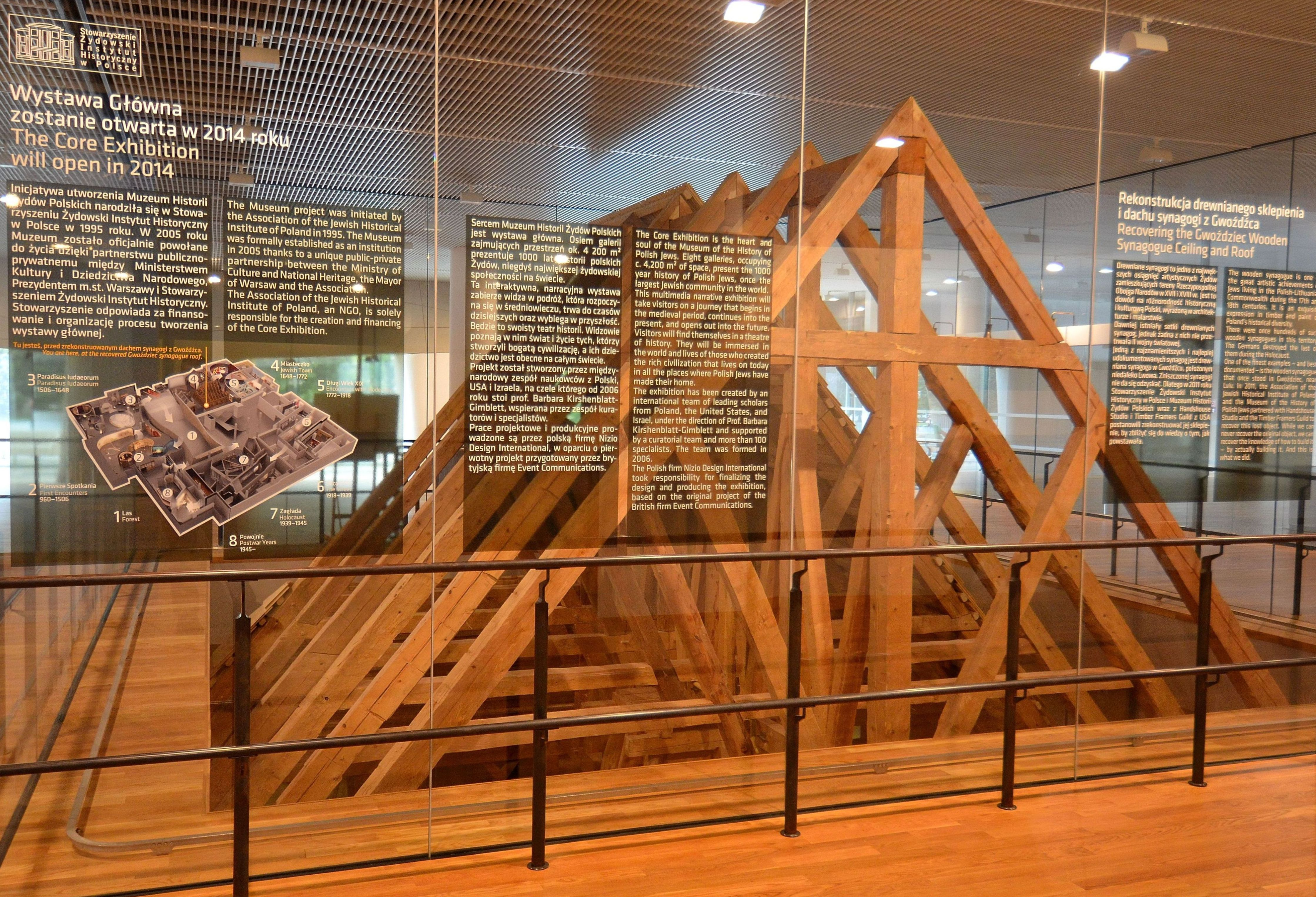
Rekonstruktion av synagogan i Gwoździec – takkonstruktion
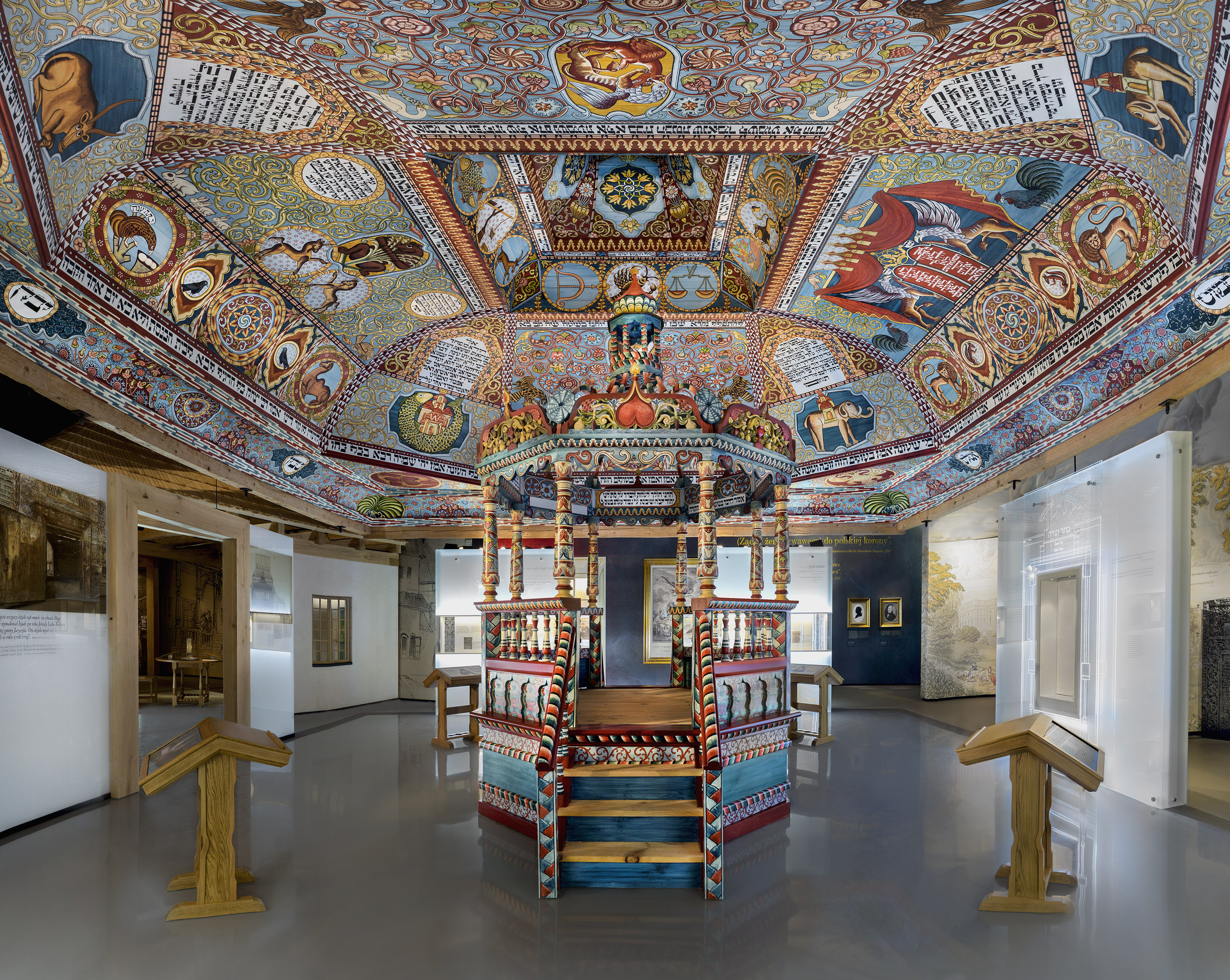
Rekonstruktion av synagogan i Gwoździec – interiör